# آنتوس سولومو
آنتوس سولومو (یونانی: Άθως Σολωμού؛ زادهٔ ۳۰ نوامبر ۱۹۸۵) بازیکن فوتبال اهل قبرس است که در پست‌های دفاع راست و وینگر راست برای باشگاه فوتبال هارینگی بورو در لیگ ایسمین بازی می‌کند.

## عملکرد باشگاهی
از باشگاه‌هایی که سولومو در آن بازی کرده‌است می‌توان به باشگاه فوتبال آپوئل، باشگاه فوتبال انوسیس نئون پارالیمنی و باشگاه فوتبال آپولون لیماسول اشاره کرد.
وی در سال ۱۳۹۴ به عضویت باشگاه فوتبال راه‌آهن درآمد و ۴ بازی با پیراهن این تیم در لیگ برتر خلیج فارس انجام داد.

## افتخارات
آپولون لیماسول
- لیگ قبرس (۱): ۰۶–۲۰۰۵
- سوپر جام قبرس (۱): ۲۰۰۶

آپوئل
- لیگ قبرس (۳): ۱۱–۲۰۱۰، ۱۳–۲۰۱۲، ۱۴–۲۰۱۳
- جام حذفی قبرس (۱): ۱۴–۲۰۱۳
- سوپر جام قبرس (۲): ۲۰۱۱، ۲۰۱۳